# Габри, Антонио
Габри, Антонио (итал. Antonio Gabri; около 1550, Северная Италия — октябрь 1593 или 1593, Брно, Земли Чешской короны) — архитектор и скульптор итальянского происхождения, работавший в Моравии, в основном в Брно.

## Биография
Достоверных сведений о его юности нет. Он родился в Северной Италии, вероятно в Ломбардии, около 1550 года. Ранее 1572 года вместе со своей семьёй переехал в Брно. В Моравии работал помощником у своего старшего брата, Пьетро Габри, и уже с 1580 года считался опытным строителем. После смерти брата в 1585 году, продолжил его дело.
Умер в начале октября 1593 года.

## Некоторые здания и проекты
Антонио Габри принадлежит к числу известных архитекторов и строителей эпохи Возрождения, работавших в Моравии. В его работах заметно североитальянское влияние и зарождающийся декоративный маньеризм. Некоторые его работы:
- Старейшая часть Новой ратуши на Доминиканской площади (совместно с Пьетро Габри)[2]
- Завершил строительство ренессансного замка в Бучовице после смерти Пьетро Габри  (1585–1586)
- Некоторые ренессансные здания в Брно и в Валашске-Мезиржичи (1586–1590)
- Достраивал ратушу в Оломоуце, в частности парадную лестницу (около 1590)
- Дом панов из Липы в Брно, на площади Свободы (1590–1593)[2]
- Реконструкция Епископского двора, часть современного Моравского музея в Брно (1590–1593)[2]
- Достраивал башню костёла Святого Якуба в Брно[2]. Вероятно, заканчивал часть с часами (1592)[2]
- Начал строительство иезуитского коллегиума в Брно, неподалёку от костёла Вознесения Девы Марии (1592–1593)[2]

## Галерея некоторых работ

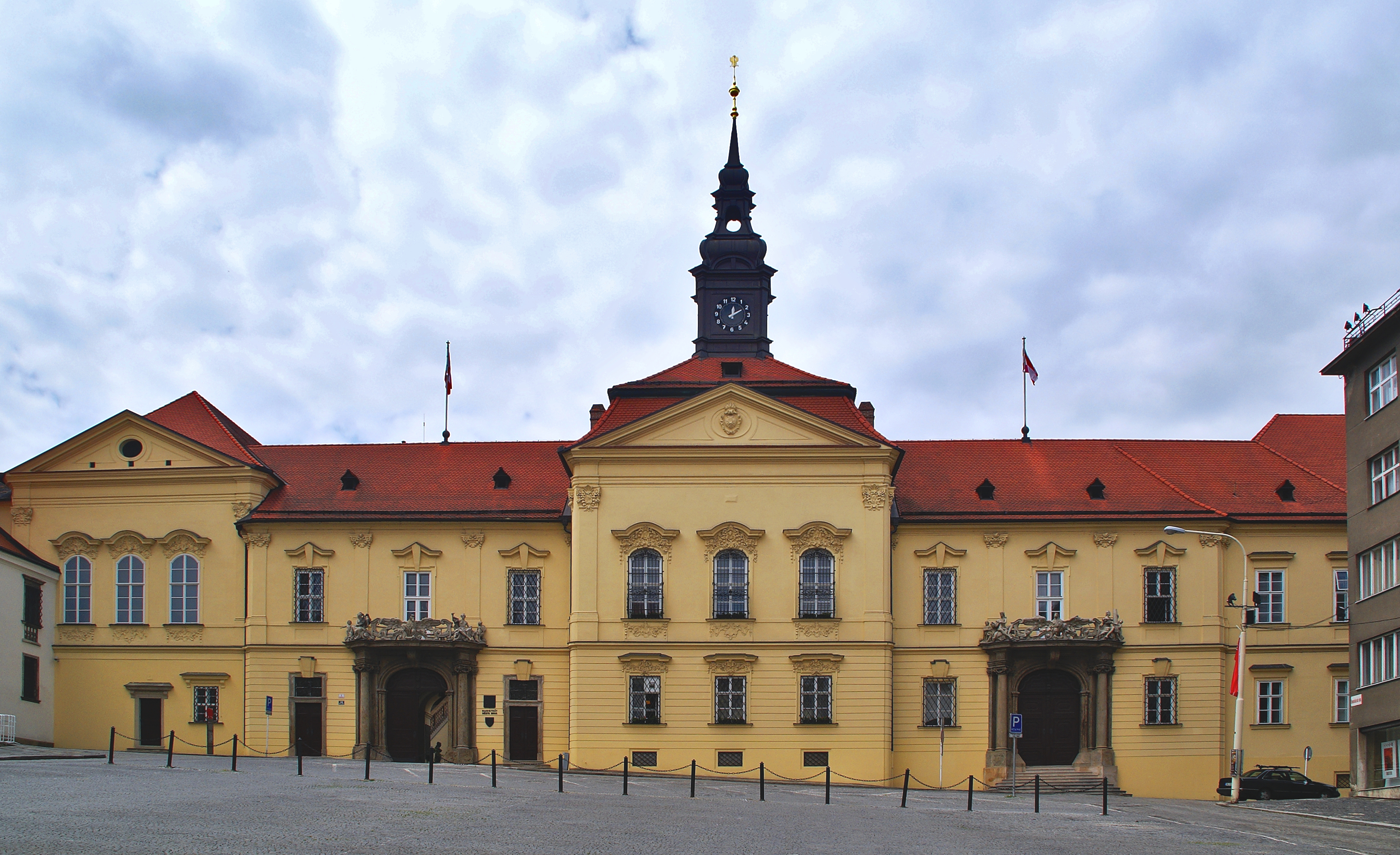
Фасад Новой ратуши в Брно
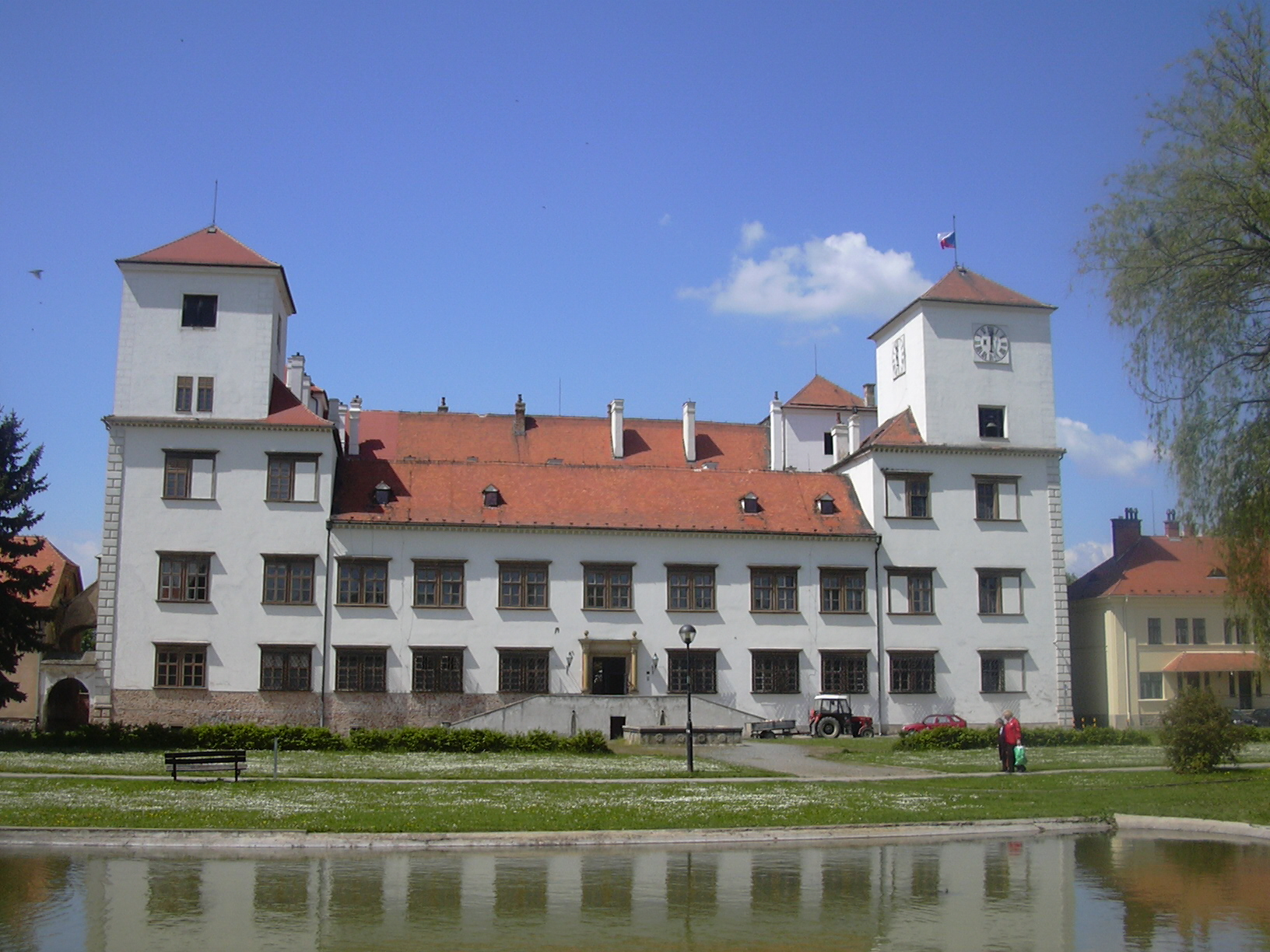
Замок в Бучовице
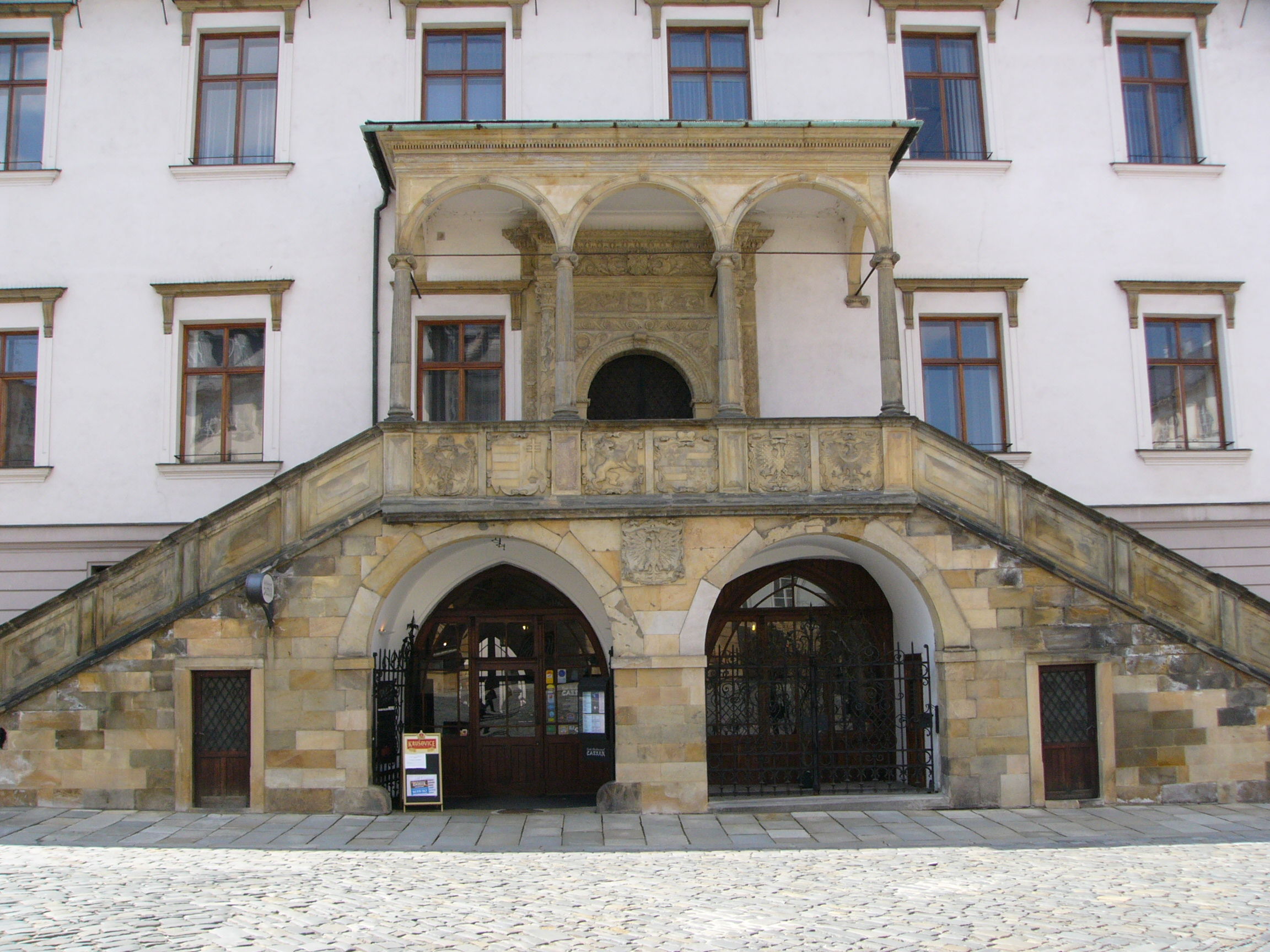
Парадная лестница ратуши Оломоуца
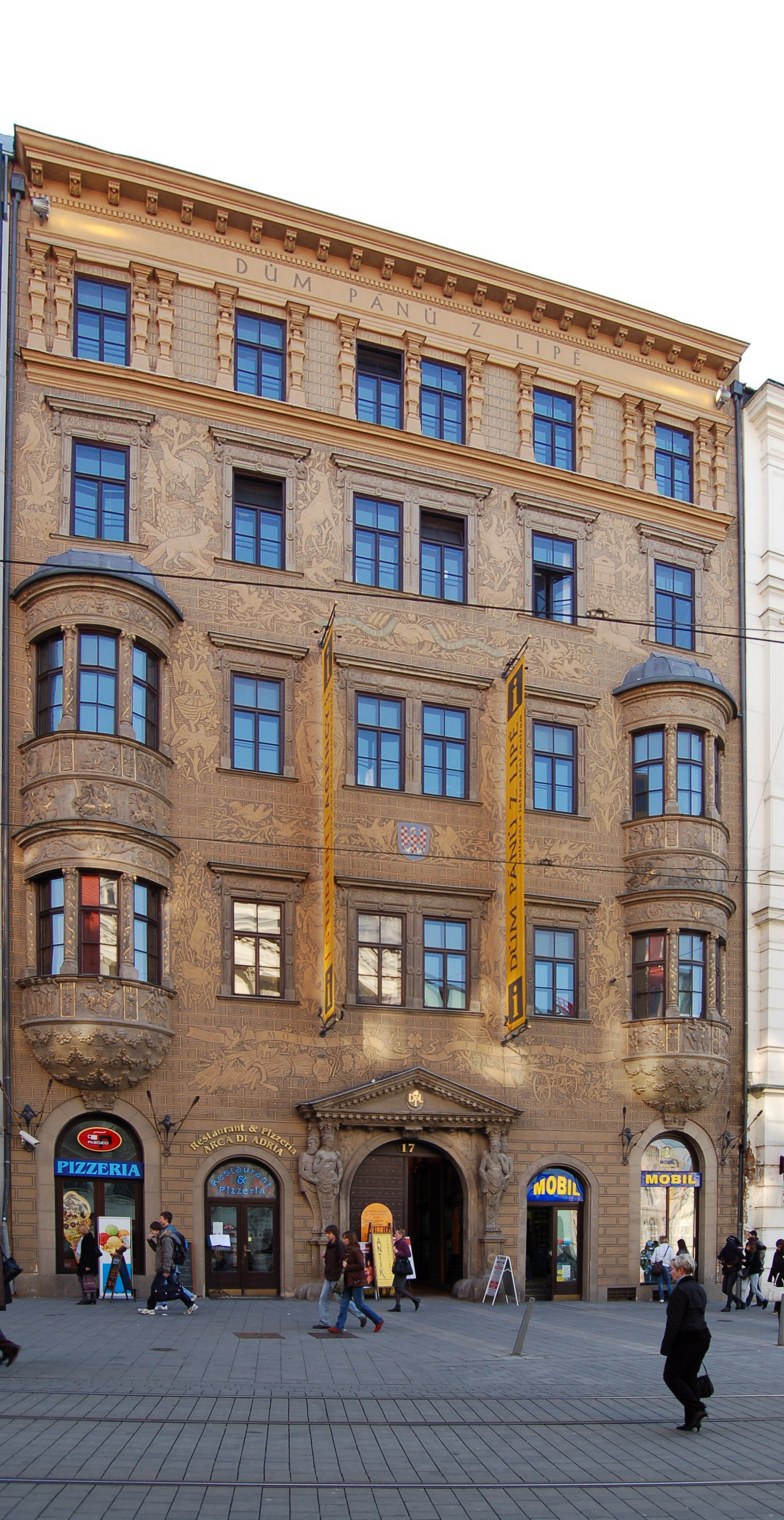
Дом панов из Липы в Брно
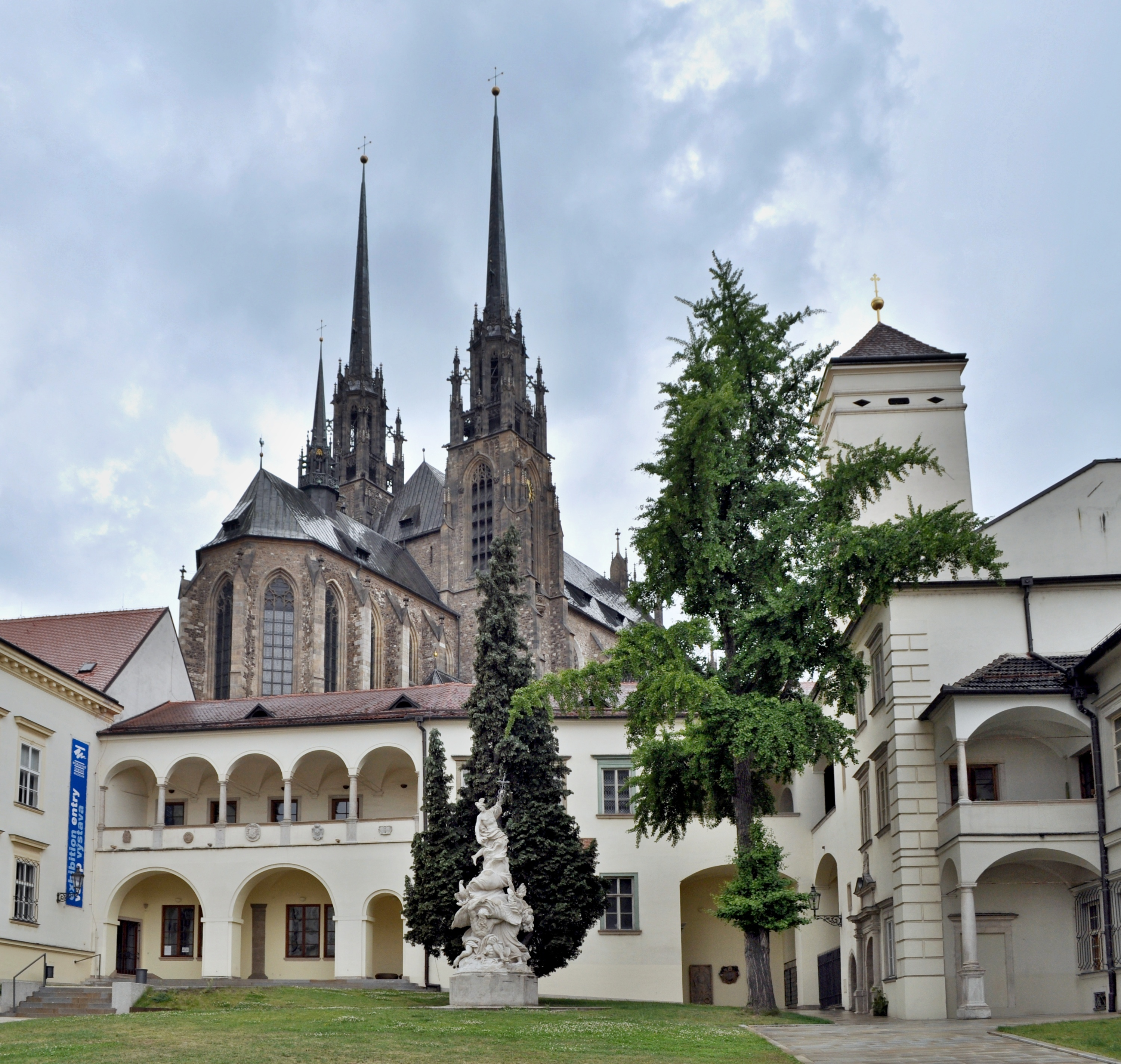
Епископский двор в Брно
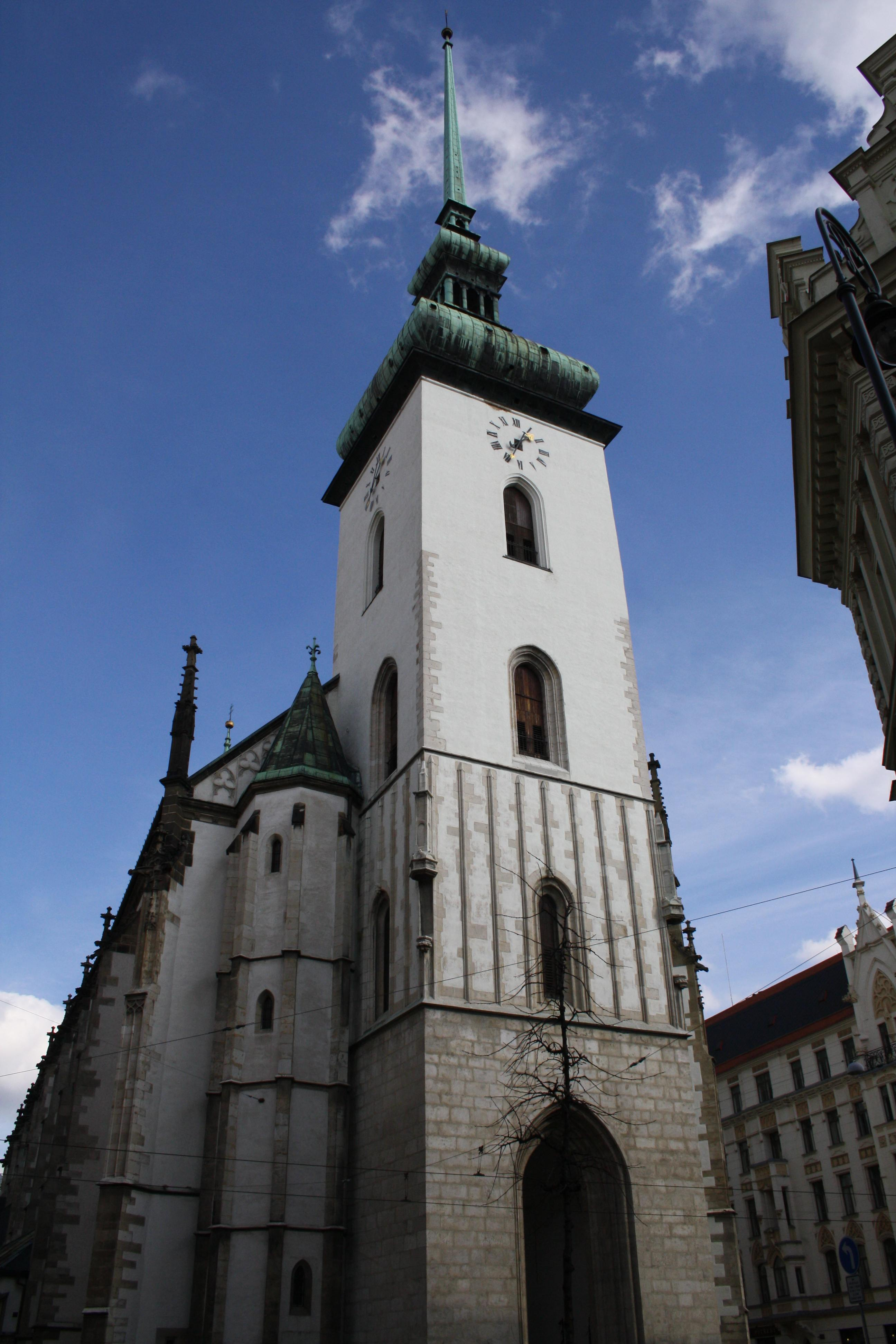
Башня с часами костёла Святого Якуба в Брно
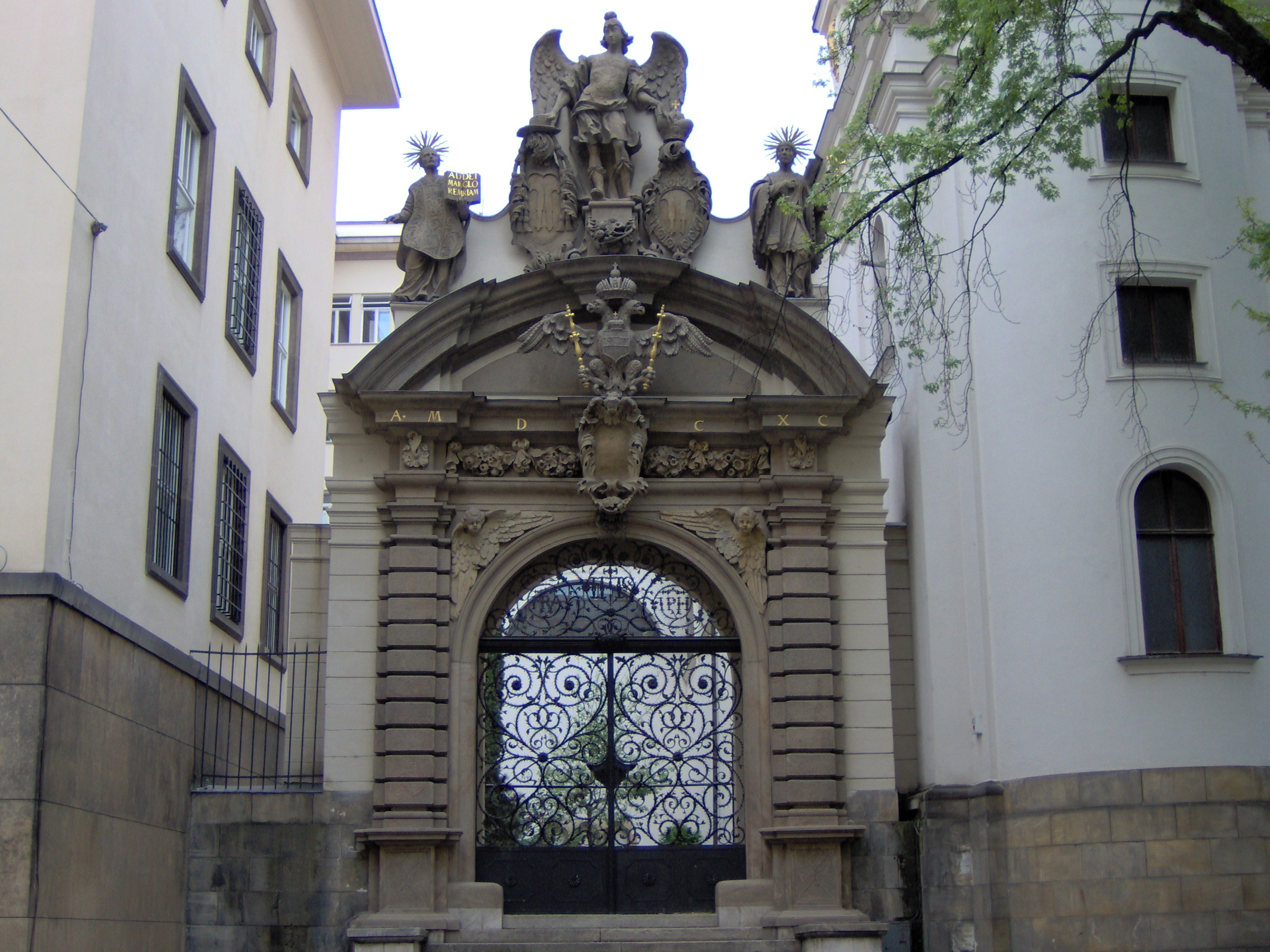
Портал иезуитского коллегиума в Брно